# В'язкість обертання
В'язкість є властивістю рідини, яка позначає швидкість, з якою урівноважуються локальні імпульси. В'язкість обертання також є властивістю рідини і означає швидкість, з якою урівноважуються локальні кутові імпульси.
Її помітно лише тоді, коли є вільні міри обертання для частинок рідини.
У класичному випадку, за теоремою про рівномірний розподіл енергії, в рівновазі, якщо зіткнення частинок можуть передавати кутовий імпульс, а також лінійний імпульс, то ці вільні міри матимуть таку ж середню енергію.
Якщо ж рівноваги ними відсутня, то швидкість урівноваження буде визначатись коефіцієнтом в'язкості обертання.

## Походження та використання
Щільність кутового імпульсу рідини записується або у вигляді антисиметричного тензора ({\displaystyle J_{ij}}) або, еквівалентно, як псевдовектор. Як тензор, рівняння для збереження кутового імпульсу для простої рідини без будь-яких зовнішніх сил записується так:
{\displaystyle {\frac {\partial J_{ij}}{\partial t}}+{\frac {\partial (v_{k}J_{ij})}{\partial x_{k}}}=\left(x_{j}{\frac {\partial P_{ki}}{\partial x_{k}}}-x_{i}{\frac {\partial P_{kj}}{\partial x_{k}}}\right)+(P_{ji}-P_{ij})}
де {\displaystyle v_{i}} - це швидкість рідини і {\displaystyle P_{ij}} це повний тензор тиску (або, що те ж саме, від'ємний загальний тензор напружень). Зауважимо, що нотація Ейнштейна використовується, для підсумовування по парам відповідних індексів. Кутовий імпульс елемента рідини може бути розділений на зовнішню кутову щільність імпульсу за потоком ({\displaystyle L_{ij}}) і внутрішню кутову щільність імпульсу за рахунок обертання частинок рідини навколо їх центру мас ({\displaystyle S_{ij}}):
{\displaystyle J_{ij}=L_{ij}+S_{ij}}
де зовнішня щільність кутового моменту:
{\displaystyle L_{ij}=\rho (x_{i}v_{j}-x_{j}v_{i})}
{\displaystyle \rho } щільність маси елемента рідини. Рівняння збереження лінійного імпульсу записується:
{\displaystyle {\frac {\partial (\rho v_{i})}{\partial t}}+{\frac {\partial (\rho v_{i}v_{k})}{\partial x_{k}}}=-{\frac {\partial P_{ki}}{\partial x_{k}}}}
і можна показати, що це означає:
{\displaystyle {\frac {\partial L_{ij}}{\partial t}}+{\frac {\partial (v_{k}L_{ij})}{\partial x_{k}}}=\left(x_{j}{\frac {\partial P_{ki}}{\partial x_{k}}}-x_{i}{\frac {\partial P_{kj}}{\partial x_{k}}}\right)}
Віднімаючи це від рівняння для збереження кутового імпульсу:
{\displaystyle {\frac {\partial S_{ij}}{\partial t}}+{\frac {\partial (v_{k}S_{ij})}{\partial x_{k}}}=P_{ji}-P_{ij}}
Будь-яка ситуація, в якій останній вираз дорівнює нулю призведе до того, що загальний тензор тиску стане симетричним і збереження кутового імпульсу буде зайвим. Проте, якщо внутрішні вільні міри обертання частини рідини пов'язані з потоком (через вираз швидкості в наведеному вище рівнянні), то повний тензор тиску не буде симетричним, з його антисиметричною складовою, яка описує швидкість кутового обміну імпульсом між потоком і обертанням частинок.
У лінійному наближенні для перенесення кутового імпульсу, швидкість потоку записується так:
{\displaystyle P_{ij}-P_{ji}=-\eta _{r}\left({\frac {\partial v_{i}}{\partial x_{j}}}-{\frac {\partial v_{j}}{\partial x_{i}}}-2\omega _{ij}\right)}
де {\displaystyle \omega _{ij}} це середня кутова швидкість обертання частини рідини (як антисиметричний тензор, а не псевдовектор) та {\displaystyle \eta _{r}} є коефіцієнтом в'язкості обертання.